# Batter Up
«Batter Up» es el sencillo debut del grupo femenino surcoreano BabyMonster, publicado el 27 de noviembre de 2023 por YG Entertainment.

## Antecedentes y lanzamiento
El 30 de diciembre de 2022, YG Entertainment presentó a su nuevo grupo femenino BabyMonster a través de un póster promocional. En 2023, las siete miembros fueron presentadas en el programa de telerrealidad Last Evaluation, en donde también se anunció que el grupo debutaría en septiembre de ese año.  El 10 de noviembre, después de la supuesta fecha de debut, YG Entertainment confirmó que el grupo debutaría finalmente el 27 de noviembre. Diez días después, se anunció que el sencillo digital debut de BabyMonster será «Batter Up». El 24 de noviembre, se estrenó el adelanto para el videoclip de la canción.

## Composición
«Batter Up» fue escrita por Jared Lee, Yang Hyun-suk, la miembro de BabyMonster Asa, el miembro de Treasure Choi Hyun-suk, el miembro de AKMU Lee Chan-hyuk, y los grupos de composición Where the Noise y BigTone, y compuesta por Chaz Mishan, Yang Hyun-suk, Dee.P, Jared Lee y Asa. Musicalmente, se describe como una canción con sonidos de hip-hop y trap característicos de YG Entertainment.

## Recepción crítica
«Batter Up» recibió varias reseñas negativas generales de los críticos musicales. Yoo Ji-hee de Daily Sports expresó que el grupo no logró establecer una identidad clara diferente de sus compañeras de la discográfica, 2NE1 y Blackpink, y escribió cómo la canción evoca "un sabor familiar, pero no es suficiente para que verdaderamente te atrape". Rhian Daily de NME calificó la canción con dos de cinco estrellas, refiriéndose a ella como "una fórmula agotada" con "composición floja", y comentó: "Incluso en los momentos que están claramente diseñados para que sea una canción pegajosa, se siente débil y no deja ninguna sensación duradera".

## Posicionamiento en listas
| Listas (2023)                                         | Mejor posición |
| ----------------------------------------------------- | -------------- |
| Global 200 (Billboard)                                | 101            |
| Hong Kong - Hong Kong Songs (Billboard)               | 25             |
| Indonesia (Billboard)                                 | 16             |
| Malasia (Billboard)                                   | 22             |
| Nueva Zelanda - Hot Singles (RMNZ)                    | 14             |
| Singapur (RIAS)                                       | 16             |
| Taiwán (Billboard)                                    | 20             |
| Estados Unidos - World Digital Song Sales (Billboard) | 5              |

## Historial de lanzamientos
| Región | Fecha                   | Formato                      | Discogáfica |
| ------ | ----------------------- | ---------------------------- | ----------- |
| Varios | 27 de noviembre de 2023 | Descarga digital y streaming | YG          |